# Đỗ Căn (tướng)
Đỗ Căn (sinh năm 1962) là một sĩ quan cấp cao của Quân đội nhân dân Việt Nam, hàm Thượng tướng. Ông từng là Phó Chủ nhiệm Tổng cục Chính trị Quân đội nhân dân Việt Nam. Ông nguyên là Chính ủy Quân khu 3 (2014–2016), Phó Chính ủy Bộ Tư lệnh Thủ đô Hà Nội (2005–2007), Đại biểu Quốc hội Việt Nam khóa XII, thuộc đoàn đại biểu Hà Nội.

## Thân thế và sự nghiệp
Ông sinh ngày 26 tháng 10 năm 1962 tại đội 8, thôn 3, Xã Canh Nậu, huyện Thạch Thất, Hà Nội
Năm 1978 ông tốt nghiệp cấp 3 tại trường cấp 3 Thạch Thất.
Năm 1979 ông nhập ngũ rồi sang làm nhiệm vụ quốc tế tại Căm pu chia.
Năm 2005, bổ nhiệm giữ chức Phó Chính ủy Bộ Tư lệnh Thủ đô
Năm 2008, là Chủ nhiệm Chính trị Quân khu 3
Năm 2011, Phó Chính ủy Quân khu 3, Ủy viên thường vụ Đảng ủy Quân khu.
Năm 2014, Chính ủy Quân khu 3, Bí thư Đảng ủy Quân khu.
Năm 2016, ông được bổ nhiệm giữ chức Phó Chủ nhiệm Tổng cục Chính trị.
Ngày 16 tháng 3 năm 2023, ông nghỉ hưu.

## Lịch sử thụ phong quân hàm
| Năm thụ phong | 2011        | 09/2015     | 10/2019      |
| ------------- | ----------- | ----------- | ------------ |
| Cấp bậc       | Thiếu tướng | Trung tướng | Thượng tướng |